# Anton Hildebrand
A.D. (Anton) Hildebrand (Groningen, 11 juni 1907 – Kollum, 29 juni 1977) was een bekende Nederlandse kinderboekenschrijver.
Hildebrand groeide op in Amsterdam. Na zijn HBS-examen in Apeldoorn studeerde hij letteren aan de Universiteit van Amsterdam en werkte als journalist. In 1928 ging hij werken voor de AVRO en raakte betrokken bij het maken van hoorspelen.
Hij schreef in totaal ongeveer 250 kinderboeken, het liefst dierenverhalen. Zijn bekendste boekenreeks was Bolke de Beer, waarvan het eerste deel verscheen in 1935. Dit werd gevolgd door negen vervolgdelen, onder andere over de zoon van Bolke en zijn vriend Dorus Das. Een andere boekenserie ging over de reuzen Belfloor en Bonnevu.
Anton Hildebrand stelde in de vijftiger jaren met anderen schoolboekjes samen voor de openbare school. Zijn hoorspelen waren in die tijd te horen op de VARA-radio. Bekende hoorspelen waren: Monus, de man van de maan, en Brilstra en zijn bromvlieg.
Zijn zoon, Tonio Hildebrand, was een bekende autocoureur.